# Todmorden
Todmorden är en stad och en civil parish i Calderdale, West Yorkshire, England. Orten har 14 941 invånare (2001).